# ТЕС Захедан
ТЕС Захедан – іранська теплова електростанція на південному сході країни в провінції Систан і Белуджистан. 
У 1986-му на майданчику станції ввели в експлуатацію три встановлені на роботу у відкритому циклі газові турбіни потужністю по 24,5 МВт. В наступні два десятиліття ТЕС підсилили цілим рядом газових турбін, так само встановлених у відкритому циклі – однією потужністю 30 МВт у 1995-му, однією з показником 24,8 МВт у 1997-му та чотирма потужністю по 24,5 МВт в 2007-му. 
Станом на другу половину 2010-х значна частина обладнання станції знаходилась у поганому стані та потребувала виведення у ремонт, тому ТЕС підсилили ще однією газовою турбіною потужністю 42 МВт. 
Первісно станція була розрахована на споживання дизельного палива, а в 2017-му до Захелану подали природний газу по трубопроводу з Іраншехру.
Видача продукції відбувається по ЛЕП, розрахованій на роботу під напругою 63 кВ.